# 58 Ochotniczy Pułk Piechoty Nowego Jorku
58 Ochotniczy Pułk Piechoty Nowego Jorku (58th New York Volunteer Infantry Regiment, albo potocznie Polish Legion) – oddział wojskowy dowodzony przez Włodzimierza Krzyżanowskiego, złożony głównie z Polaków, wchodzący w czasie wojny secesyjnej w skład Armii Unii.
Był formowany w okresie od 28 sierpnia do 5 listopada 1861.
7 listopada 1861 opuścił stan Nowy Jork. Wszedł w skład 3 Brygady Dywizji Louisa Blenkera w Armii Potomaku. Kilkukrotnie zmieniano jego przyporządkowanie.
W czasie działań zbrojnych znajdował się m.in. w Bridgeport w stanie Alabama i w Nashville w stanie Tennessee.
2 marca 1865 prezydent Abraham Lincoln awansował Krzyżanowskiego do generała brygady. Poprzednie tymczasowe nominacje w 1862 i w 1863 były odrzucane przez Senat USA.
1 października 1865 pułk został rozformowany.